# Good News (Musical)
Good News ist ein Musical mit der Musik von Ray Henderson und den Liedtexten von B. G. DeSylva und Lew Brown. Das Buch wurde von B. G. DeSylva und Laurence Schwab geschrieben. Laurence Schwab und Frank Mandel produzierten die Show. Im Stück war das George Olsen Orchestra als College Band zu sehen. Die Uraufführung fand am 6. September 1927 im Chanin’s 46th Street Theatre (dem heutigen Richard Rodgers Theatre) in New York statt. Das Musical war sehr erfolgreich; es hatte mit 551 Aufführungen die längste Laufzeit eines Broadway-Musicals in den 1920er Jahren.

## Handlung
Ein amerikanisches College-Musical. Tom ist jedermanns Liebling und Star der Football-Mannschaft. Seiner Freundin Patricia hat er einen Heiratsantrag gemacht. Die will ihn annehmen, wenn er das große Spiel gegen das rivalisierende College gewinnt. Weil er in Astronomie durchgefallen ist, darf er am Spiel nur teilnehmen, wenn er die Astronomie-Nachprüfung besteht. Um ihm beim Lernen zu helfen, stellt Patricia ihm ihre Cousine Connie vor. Die beiden verlieben sich natürlich und Tom besteht auch die Prüfung, aber was soll aus ihm und Connie werden, wenn seine Mannschaft gewinnt…?

## Bekannte Musiknummern
- The Best Things in Life Are Free
- The Varsity Drag

## Verfilmung
„Good News“ wurde zweimal von MGM verfilmt:
- 1930: Good News, Schwarzweißfilm mit Technicolor-Finale unter Regie von Nick Grinde mit Bessie Love
- 1947: Good News, Technicolorfilm unter Regie von Charles Walters mit June Allyson und Peter Lawford